# درنووا (گورنگی مولانوواتس)
درنووا (به صربی: Drenova) یک منطقهٔ مسکونی در صربستان است که در ناحیه موراویتسا واقع شده‌است. درنووا ۲۶۴ نفر جمعیت دارد.